# Kleine akkerslak
De kleine akkerslak (Deroceras laeve) is een slakkensoort uit de familie van de Agriolimacidae. De wetenschappelijke naam van de soort werd in 1774 voor het eerst geldig gepubliceerd door Otto Friedrich Müller. Deze soort leeft in permanent vochtige biotopen en zou dagenlang onder water kunnen verblijven.

## Kenmerken
De kleine akkerslak is 15 tot 25 mm lang als hij volledig uitgerekt is. De mantel is relatief groot en beslaat ongeveer 50% van de lichaamslengte. De kiel is stomp en kort. De rand van de ademopening is iets lichter van kleur dan de mantel. De kleur varieert van donkerbruin tot lichtgrijs tot bijna zwart, meestal met onduidelijke, iets donkerdere vlekken die in groepen zijn gerangschikt. Het slijm is kleurloos en de zool is gelijkmatig lichtbruin gekleurd. Bij lichtgekleurde dieren schemert het inwendige schildvormige schelpje door en wordt hoogstens 3 bij 2 mm. Bij dit type is de penis vaak verminderd; deze dieren reproduceren door zelfbevruchting.

## Verspreiding en leefgebied
Deze soort had oorspronkelijk een holarctische verspreiding. Ondertussen echter is het over de hele wereld verspreid, met uitzondering van Antarctica. De soort leeft in permanent vochtige biotopen, zoals waterranden, moerassen, moerasbossen, maar ook in kassen. In de regel is de kleine akkerslak beperkt tot het laagland en de middelgebergten. In de Alpen neemt de soort toe tot 1800 meter. Het heeft een hoge tolerantie voor kou en hitte en wordt tegenwoordig gevonden van de subpolaire gebieden tot de tropen. Door de snelle opeenvolging van generaties kunnen nieuwe biotopen snel worden gekoloniseerd. In geschikte biotopen is de kleine akkerslak een veelvoorkomende soort, in kassen kan hij soms als een plaag worden gezien.
De kleine akkerslak is een van de weinige terrestrische slakken die vrijwillig het water ingaat en dagenlang onder water kan leven. Frömming twijfelt echter aan dit gedrag. Hij beschouwt ondergedompelde dieren als dieren die per ongeluk in het water zijn gevallen en vervolgens weer op de kust kruipen. De eieren zouden af en toe in het water worden gelegd en zich ook onder water kunnen ontwikkelen. De dieren hangen vaak vast aan een slijmdraad om te ontsnappen aan overmatige blootstelling aan de zon en mogelijke uitdroging. Het zijn actieve dieren die relatief snel kruipen. De dieren zijn alleseters, maar vers en dood plantaardig materiaal heeft de voorkeur. Kannibalisme onder soortgenoten is ook waargenomen.

## Voortplanting
De kleine akkerslak heeft een extreem korte levenscyclus, ongeveer een maand onder gunstige omstandigheden. In Centraal-Europa worden daarom maximaal vijf generaties per jaar gevormd. De dieren zijn hermafrodieten, maar bij sommige dieren is de penis grotendeels verkleind. Ze planten zich voort door zelfbevruchting. De eieren worden meerdere keren gelegd in groepen van ongeveer 7 tot 22 stuks. De eieren zijn kleurloos en transparant. Ze meten ongeveer 1,1 tot 2 mm. Grootte en vorm variëren sterk gedurende het leven. Kleine en meer ronde eieren worden meestal eerst gelegd, later worden de eieren groter en hebben meestal een wat langwerpige vorm. Ook het aantal eieren neemt iets af. De ontwikkeling van de eieren duurt (in Centraal-Europa) ongeveer 18 tot 21 dagen, maar is sterk afhankelijk van de temperatuur. Op het moment van uitkomen zijn de diertjes al 3 tot 4 mm lang. Onder bijzonder gunstige omstandigheden kunnen de dieren al na een maand geslachtsrijp zijn. In Centraal-Europa zijn ze geslachtsrijp met negen tot elf weken. In de regel zijn de dieren ongeveer 1 jaar oud, onder laboratoriumomstandigheden ook 1,5 jaar.